# Luciano Dalla Bona
Luciano Dalla Bona (nascido em 8 de novembro de 1943) é um ex-ciclista italiano que participava em competições de ciclismo de estrada.
Competindo como amador nos 100 km contrarrelógio por equipes, ele ganhou a medalha de prata olímpica em 1964 e dois títulos mundiais, em 1964 e 1965. Após se tornar profissional, ele venceu uma etapa do Giro d'Italia em 1968. Competiu no Tour de France em 1967 e 1970. Seu irmão mais novo, Giovanni Dalla Bona, também foi um ciclista de estrada profissional.